# Гривенский (Новосибирская область)
Гривенский— посёлок в Здвинском районе Новосибирской области. Входит в состав Рощинского сельсовета.

## География
Площадь посёлка — 46 гектаров.

## История
В 1976 г. Указом Президиума ВС РСФСР посёлок фермы № 3 совхоза «Рощинский» переименован в Гривенский.

## Население
| 2002 | 2007 | 2010 |
| ---- | ---- | ---- |
| 61   | ↘3   | ↘2   |

## Инфраструктура
В посёлке по данным на 2007 год отсутствует социальная инфраструктура.